# Великоніг червонодзьобий
Великоніг червонодзьобий (Talegalla cuvieri) — вид куроподібних птахів родини великоногових (Megapodiidae).

## Назва
Вид названо на честь французького зоолога Фредеріка Кюв'є (1773—1838).

## Поширення
Ендемік Індонезії. Поширений в індонезійській частині Нової Гвінеї (півострів Чендравасіх та гори Судірман) та на острові Місоол. Живе у дощових лісах.

## Опис
Тіло завдовжки до 57 см. Оперення чорне. Лице неоперене, жовтого кольору. Дзьоб помаранчево-червоний. Ноги помаранчеві.

## Спосіб життя
Живиться насінням, опалими плодами та наземними безхребетними. Гніздиться у великих курганах з суміші піску, листя та інших рослинних решток, де тепло, що утворюється при розкладанні органічного матеріалу, служить для інкубації яєць. Будівництво та обслуговування курганів, які можуть досягати 4,5 м у висоту та 9 м у діаметрі, відбувається протягом року.

## Підвиди
- T. c. granti (Roselaar, 1994)
- T. c. cuvieri (Lesson, 1828)